# チョロQ2
『チョロQ2』（チョロキューツー）は、タムソフトが開発し、タカラ（現タカラトミー）が1997年2月21日に発売したPlayStation用レースゲーム。チョロQのゲームシリーズの第二作目。

## 概要
ゲームシステムは前作と変わらないものの、一番の売りは新たに追加されたチョロQタウンである。これは街の中を自由にドライブできるという、レースとは違った要素であり、街の中でパーツショップやペイントショップなどを発見すると、それらの店が開店し買い物ができるようになるなど、ゲームの進行に重要な役割を果たすことが多かった。その後、続編『チョロQ3』が製作されることとなった。またタカラが1997年に販売したカスタマブルチョロQ“マッドスペシャル”が初登場する作品であり、ゲーム中で最も手強いライバル車の一つとなっている。
マシンをチューニングするためにはパーツを購入するお金が必要になる。そのお金を稼ぐ主な手段がレースに参加すること。レースに参加し、3位以内に入賞すると、順位に応じて賞金を得ることができる。また、画面に表示されている全てのコースに入賞すると、新たなコースが登場する。
チョロQタウンのある場所へ進入することによって、隠し要素として前作の一部のコースが遊べる旧コースの項目が追加される（1コースのみこの作品のBGMに変更されている）。メモリーカードに前作のデータがあれば、有利な状態から始めることができる（ボディは最大6台とお金は最大1000Gを所持した状態から始めることができる）。
また、この作品からチョロQの全体的な挙動の変更、ライバルカーの人工知能の見直し、バックギアシステムが追加され、壁にぶつかった時等に後退できるようになり、「とにかくあそぶ」のモードで記録したタイムと成績をセーブできるようにもなった。ただし、エンジンの種類毎に変わるエンジン音のシステムは削除され、全てのエンジンが一つのエンジン音に統一されてしまい、さらにはオフロード路面の舞い上がりエフェクト、オンロード路面のタイヤの摩擦エフェクトなどの異なるエフェクトの同時発生の仕様も削除され、同時に発生するエフェクトは両輪とも同じエフェクトが発生するように変更された。
障害物に激突した際に『クラッシュしました』というメッセージが出て強制リタイアになる演出も、本作が初出である。

## メニュー
フリーラン
前作と同様。
スプリントレース
ライバルカー9台とコースをレース、最初のコースは3つのみ、3位以内にゴール（入賞）し、どんどん入賞していくと順次コースが増えていき、入賞すれば賞金が貰えるというところまでは前作と同じだが、ワールドグランプリ開幕中でメニューの後ろの画面にゲーム中の今の季節が表現され、通常では春であったが違う季節に入ると一部のコースが違うコースに変化する。また、3位以内に入賞した状態でライバルカーや壁などに1度もぶつからずになっておけば、ボーナスとしてそのコースの難易度に応じた金額が賞金にプラスされる。また、ライバルカーは前作にも登場した、あるいは色違いのみの車が多い。
ワールドグランプリ
システムは前作と同様。
ライバルカーはスプリントレースと同じだが、速度が格段に速くなっており難易度が増している。その代わり、賞金はかなり高い。また、スーパーグランプリではライバルカーが変化し、「せいそうしゃ」をレースから降ろした代わりにスプリントレースには登場しない優勝候補の青いライバルカー「ブルー・ペガサス」がスタートポジションの最上位に出現する。
ワールドグランプリでレースをするコースはスプリントレースと同じコースに加えて、グランプリから新たに登場する「夜の海」コースが登場する。
ワールドグランプリとスーパーグランプリがあり、スーパーグランプリに出場するにはある条件を満たさないといけないので、ワールドグランプリでただ優勝しただけでスーパーグランプリの出場条件を満たしていない場合、再び最初からワールドグランプリからやり直しになる。
旧コース
前作のコースを走ることができる。ライバルカーはスタートポジションの最下位からせいそうしゃとオールドファンを除いたスプリントレースと同じ7台、スーパーグランプリに出場している「ブルー・ペガサス」、そして前作のワールドグランプリの冬に登場した黒いSL600の「ブラックマリア」が登場する。速度はこれまでに比べてスーパーグランプリよりさらに増し、特にブラックマリアの速度は前作と同じく非常に速く、1位になるのは非常に難しい。また前作と違いライバルカーがミスするのがほぼ無いので、入賞すら厳しい。
チョロQタウン
街に出る（店などは下欄で紹介している）。
SAVE&EXIT
前作と同様。

## チョロQタウン
今作ではドライブ感覚で街を実際に走り、ショップを探す必要がある。なお、一部の店はグランプリなどをクリアしないとオープンしない店があり、クリアしていない状態でその店に行くと「開店準備中、また来てね!」というテロップがひらがなで出る。街にはショップだけではなく、さまざまなものが隠されている。その中にはコースもある。街の中でコース発見後、タウンマップを抜けて、レースのコース選択画面に入ると発見したコースが選択できるようになっている。
街に出る
チョロQタウンに出かける。スタート地点は青い屋根のガレージ。自分が現在装備しているボディ以外の手持ちのボディが、プレイヤーのスタート地点のすぐ後ろにタイヤ付きで並べられ、動かすことも出来る。なお、前述の旧コースの全てのコースで優勝すると、スタート地点がガレージからタウン中最も大きい建造物である「ごうかなおしろ」が手に入り、その最上階がスタート地点となる（900000Gを貯めて、ショッピングモールの反対側にある不動産屋へ行くことによって購入することも可能だが、先述の2つの通り「ごうかなおしろ」を手に入れたが最後、そのデータの「街に出る」のスタート地点はセーブしない限り、二度とガレージではなくなる）が、プレイヤーが現在装備しているボディ以外の手持ちのボディはプレイヤーの判定が届かない各階の空間に展示されてしまうため、一切触れることが出来なくなってしまい視認できるのもフロントのみとなってしまう。
パーツショップ1
自分のチョロQのパーツを買える店。タイヤ、エンジン、ミッション、シャーシ、ブレーキ、ステアリング、クラクション、メーターが売っている。
パーツショップ2
パーツショップ1よりも強いパーツが売っている。タイヤ、エンジン、ミッション、ブレーキ、ウィング、クラクションが売っている。ワールドグランプリ開催と同時にオープンする。
ボディショップ1
自分のチョロQのボディを買える店。今作のボディはすべて500Gで買える。
ボディショップ2
ボディショップ1とは違うボディが売っている。
ボディショップ3
ボディショップ1,2とは違うボディが売っている。店までのルートが他の店に比べて特殊であるため、出現させるには多少のテクニックが必要である。
ペイントショップ1
自分のチョロQの色を簡易的に変えることが出来る店。1回50Gで変更可能。今作からペイントパターンが3種類から4種類に増えた。なお、パターン4では、レーシングカー仕様にすることができる（一部車種を除く）。
ペイントショップ2
自分のチョロQの色をRGB形式で細かく変えることが出来る店。1回50Gで変更可能。ペイントパターンも変更できる。店までのルートが全ての店の中で非常に厄介なものであり、序盤の装備で出現させるには非常に困難な店の一つである。
買取りショップ
前作と同様。
謎の店
通常のパーツショップよりも高性能なパーツが売っているが、代わりに値段も高額である。チョロQタウンの東側の怪しげな場所に存在しているが、序盤の装備で訪れることはまず不可能である。なお、チョロQのボディも売っているが、一部のボディはチョロQタウンのある場所でコマンドを入力しないと出現しない。スーパーグランプリ優勝後にオープンする。
ジムカーナ
提示されたルートに沿って走るミニゲーム。ルートから外れすぎるとミスとなる。
ゼロヨン
400mを走る速さを競うミニゲーム。
カジノ
スロットに挑戦できる。チョロQタウンには同じ形の店が二つ向かい合っているが、どちらも同じ店である。スーパーグランプリ優勝後にオープンする。

## コース一覧

### スプリントレース
ショートサーキット
出現条件：最初から存在
全長:1096m
オンロードコース。最初の急カーブ以外は簡単なコース。「とにかくあそぶ」でも走行可能。
春の山
出現条件：最初から存在
全長:1690m
オフロードコース。最後のヘアピンは注意が必要なコース。「とにかくあそぶ」、「ふたりであそぶ」でも走行可能
海
出現条件：最初から存在
全長:2609m
オフロードコース。とても長く、海から出た後の90度カーブやS字カーブに注意が必要なコース。「とにかくあそぶ」、「ふたりであそぶ」でも走行可能
ミドルサーキット
出現条件：上記3コースで入賞する
全長:1737m
オンロードコース。テクニカルコースでカーブが多く、最後の90度カーブに注意が必要なコース。「とにかくあそぶ」、「ふたりであそぶ」でも走行可能
フリーウェイ
出現条件：上記3コースで入賞する
全長:1686m
オンロードコース。途中水たまりがあるところに入るとスリップをしやすい。「とにかくあそぶ」、「ふたりであそぶ」でも走行可能
スタジアム
出現条件：上記5コースで入賞する
全長:684m
オフロードコース。全体的にグニャグニャしている。なお、このコースは短いため4周でゴールとなる。
クネクネ峠
出現条件：上記5コースで入賞する
全長:1021m
オンロードコース。モナコのようなクネクネとしたコース。コースも短いため、ここも4周でゴールとなる。
ライバルカーはマッドスペシャルからパープルタイガーまでの4台しかいないが、内部データにはエメラルドXからせいそうしゃのデータが存在する。
地下鉄
出現条件：チョロQタウンで見つける
全長:1300m
オフロードコース。敵が速くコース全体が暗いため難易度は高め。途中にショートカットがあるが進入の難易度が高く、失敗すると順位を落としかねないため、迂闊な利用は危険である。
サイバー
出現条件：後述の季節で変わるコースをすべて入賞しワールドグランプリで優勝する。
全長:1272m
オンロードコース。宇宙ステーションを模した施設の内部を走るコース。難易度はやや高め。途中のジャンプコーナーから右側のドアにショートカットがある。
このコースのみ、タイヤスモークが赤い稲妻のようなエフェクトに変化する要素がある。

### ワールドグランプリ
- 第1戦：ショートサーキット
- 第2戦：夏の山
- 第3戦：ミドルサーキット
- 第4戦：夜の海
- 第5戦：フリーウェイ
- 第6戦：スタジアム
- 第7戦：ロングサーキット

夏の山
出現条件：グランプリ第二戦〜第三戦の間
全長:2355m
オフロードコース。春の山より長いコース。途中、崖から崖に飛び乗る箇所がある。難易度は低め。ライバルカーは、ワールドグランプリよりもスプリントレースの方が速いコースの1つである。そのためワールドグランプリでは下位のライバルカーが崖から崖に飛び乗る箇所で失敗する。
夜の海
全長:2352m
オフロードコース。海より短いコースだが、トンネルがクネクネしているため注意が必要。このコースはスーパーグランプリでも登場するが、ライバルカーはスーパーグランプリよりもワールドグランプリのが全体的に速く難しく、特にスタートは最高装備でも抜かすことができないくらい速い。
ロングサーキット
全長:2825m
オンロードコース。ショートサーキットとミドルサーキットが合わさったコース。ライバルカーも速い。「とにかくあそぶ」、「ふたりであそぶ」でも走行可能。

### スーパーグランプリ
- 第1戦：ミドルサーキット
- 第2戦：夜の海
- 第3戦：フリーウェイ
- 第4戦：秋の山
- 第5戦：サイバー
- 第6戦：冬の山
- 第7戦：ロングサーキット

秋の山
出現条件：グランプリ第四戦〜第五戦の間
全長:1690m
オフロードコース。春の山の逆走コース。難易度は低め。
冬の山
出現条件：グランプリ第六戦〜第七戦の間
全長:1750m
スノーコース。春の山の少し長いコース。難易度は低め。一部のライバルカーは、スーパーグランプリよりもスプリントレースの方が速い。
スプリントレースのみライバルカーが混戦するため、順位にバラつきが生じる。これを生かしてライバルカーが妨害すると下位のマシンが上位に行く場合もある。

### 旧コース
- 初級サーキット
- 高原ショート
- 森と泉のコース
- トンネルロング
- 上級サーキット
- ビッグドーム
- アップダウン峠
- スペシャルサーキット - BGMが、ミドルサーキット・ロングサーキットのBGMに変更されている。

### ふたりであそぶ専用コース
チキンレース
相手より崖に近づけば勝ちとなるが、落ちた場合は失格となる。両者落ちた場合は引き分けとなる。
隠し要素として、高速でジャンプすることで脇にある山（洞窟）へ飛び移れるようになっている。
バトルクラッシュ
コース内に散らばる巨大なコインを集めて、最終的に相手プレイヤーよりコインを集まれば勝ちとなるが、コース外に落ちた場合は失格となる。両者落ちた場合は引き分けとなる。

## ライバルカー

### スプリントレース、ワールドグランプリ
マッドスペシャル
前述の通りカスタマブルチョロQからの参戦。
ワールドグランプリの優勝候補だが、オフロードコースでの安定性に欠ける。
スーパーグランプリでは後述のブルー・ペガサスにお株を取られ、優勝候補の座から陥落してしまう。
ホワイトマーブル
ワールドグランプリ優勝候補。
「スタジアム」コースに弱く、中盤のヘアピンで詰まり最下位に転落することもある。
またスプリントレースの「冬の山」コースにも弱く、8位ポジションのオールドファンにまで抜かされることもある。
「ふたりであそぶ」モードのレースでも登場する。
前作には同型で色違いのライバル車が登場していた。
オレンジスマイル
ワールドグランプリ入賞候補。
「フリーウェイ」コースが得意。
「スタジアム」コースに弱く、ホワイトマーブル同様下位に転落することが多い。
「ふたりであそぶ」モードのレースでも登場する。
パープルタイガー
実力は中の上程度。
「フリーウェイ」コース、「スタジアム」コースでは上位に食い込んで来るが、それ以外のコースではまずまずの順位。
前作には同型で色違いのライバル車が登場していた。
エメラルドX
荒削りな運転が目立つチョロQ。しばしばスタート直後に列を外れては壁に突っ込んでいる。
「夏の山」コースのスプリントレースでは、1周目は上位に食い込んで来るが、2周目以降はスローダウンする。
「ふたりであそぶ」モードのレースでも登場する。
前作には同型で色違いのライバル車が登場していた。
スーパー4WD
「スタジアム」コースではそれなりの速さを見せるが、それ以外のコースでは下位ポジションを走行している。
オープニングデモムービーではブラウンドッグ、オールドファン、せいそうしゃよりも遅い。
前作には同型同色のライバル車が登場していた。
ブラウンドッグ
ミスはあまりしないが、遅いチョロQ。
グランプリの「夏の山」コースのジャンプではたまに失敗することがある。「スタジアム」コースでは上位陣がミスで下位に転落するため、玉突きで上位に行くことが多い。
オープニングデモムービーではエメラルドX・スーパー4WDよりも上位を走行している。
前作には同型で色違いのライバル車が登場していた。
オールドファン
遅いチョロQ。
グランプリの「夏の山」コースのジャンプでは大抵失敗する。
「スタジアム」コースではブラウンドッグ同様、玉突きで上位に行くことが多い。
前作には同型同色のライバル車が登場していた。
せいそうしゃ
前作から引き続き登場するチョロQ。クラクションは「エリーゼのために」のメロディ。
あらゆるコースで最も遅い存在で、グランプリの「夏の山」コースのジャンプではほぼ確実に失敗する。
オープニングデモムービーではカラーリングが異なる。

### スーパーグランプリ
ブルー・ペガサス
スーパーグランプリから参戦するチョロQ。このグランプリの優勝候補。オフロードが得意で、秋の山、冬の山では独走するが、夜の海、フリーウェイ、サイバーでは弱い。
マッドスペシャル
ホワイトマーブル
オレンジスマイル
パープルタイガー
エメラルドX
スーパー4WD
ブラウンドッグ
オールドファン
せいそうしゃは出場しない。

### 旧コース
ブラック・マリア
前作の冬のワールドグランプリやスペシャルサーキットに登場したライバルカーと同型同色だが、名称が出てくる場面がないため厳密には名称不明。
ポールポジションでかなりの実力者。オンロードではマッドスペシャルを凌ぐ。
初級サーキットのみ、ビッグウィングを装備して出走する。
ブルー・ペガサス
マッドスペシャル
ホワイトマーブル
オレンジスマイル
パープルタイガー
エメラルドX
スーパー4WD
ブラウンドッグ
せいそうしゃ及びオールドファンは出場しない。

## 関連商品
- チョロQ (PlayStation) - シリーズ第1作目。
- チョロQ3 - 続編